# Тібурон (Каліфорнія)
Тібурон (англ. Tiburon) — місто (англ. city) в США, в окрузі Марін штату Каліфорнія. Розташоване на півострові Тібурон, у затоці Сан-Франциско. Населення — 9146 осіб (2020).
Назва міста походить від іспанського слова Tiburon, що означає «акула».

## Географія
Тібурон розташований за координатами 37°53′14″ пн. ш. 122°27′30″ зх. д. / 37.88722° пн. ш. 122.45833° зх. д. (37.887166, -122.458291).  За даними Бюро перепису населення США в 2010 році місто мало площу 34,14 км², з яких 11,52 км² — суходіл та 22,63 км² — водойми.

## Демографія

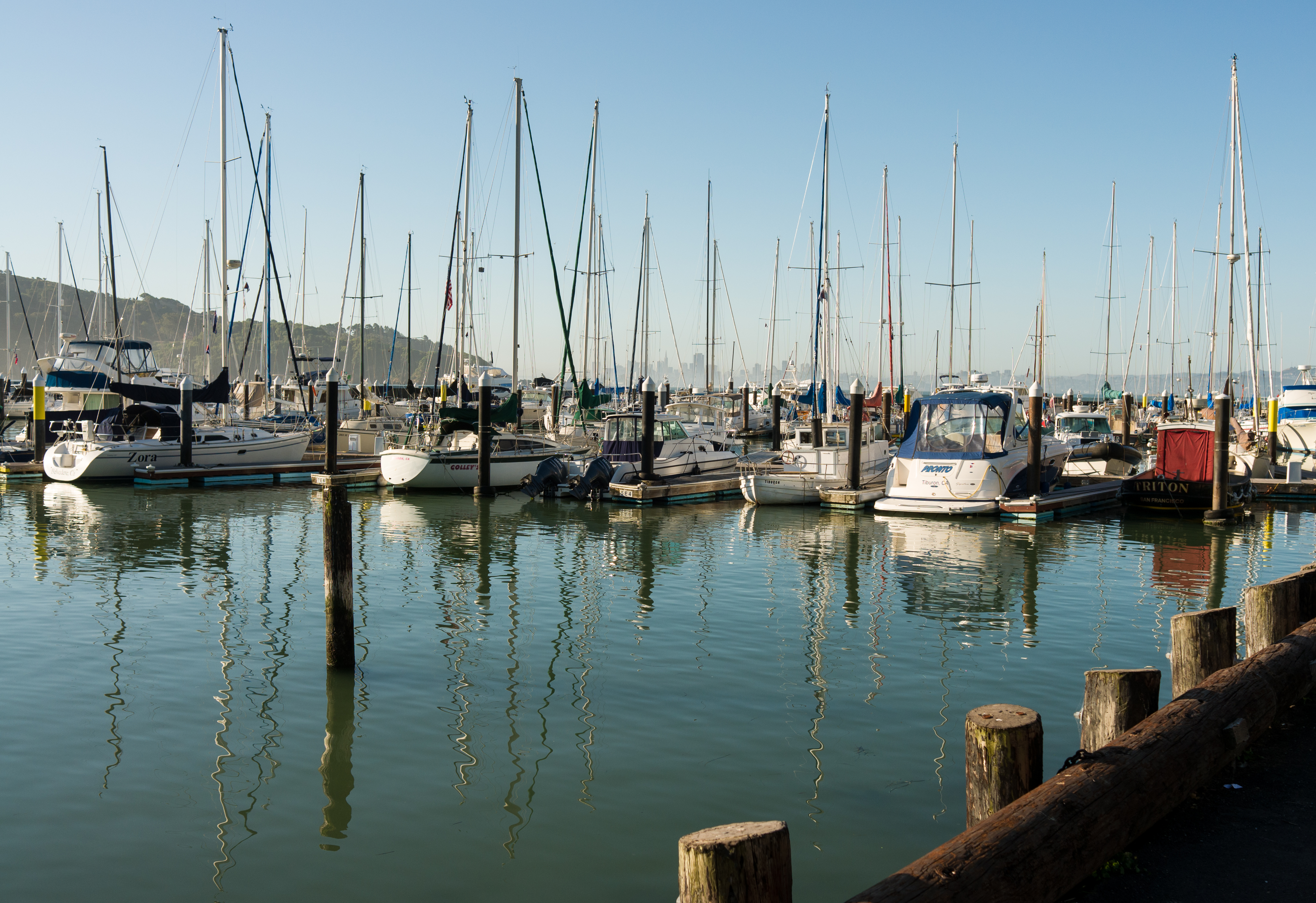

Згідно з переписом 2010 року, у місті мешкали 8962 особи в 3729 домогосподарствах у складі 2482 родин. Густота населення становила 263 особи/км².  Було 4025 помешкань (118/км²).
Расовий склад населення:
| - 88,1 % — білих - 5,6 % — азіатів - 0,9 % — чорних або афроамериканців - 0,2 % — корінних американців - 0,1 % — вихідців з тихоокеанських островів |

До двох чи більше рас належало 4,1 %. Частка іспаномовних становила 4,6 % від усіх жителів.
За віковим діапазоном населення розподілялося таким чином: 24,0 % — особи молодші 18 років, 54,8 % — особи у віці 18—64 років, 21,2 % — особи у віці 65 років та старші. Медіана віку мешканця становила 48,0 року. На 100 осіб жіночої статі у місті припадало 87,9 чоловіків;  на 100 жінок у віці від 18 років та старших — 84,2 чоловіків також старших 18 років.
Середній дохід на одне домашнє господарство  становив 232 808 доларів США (медіана — 131 542), а середній дохід на одну сім'ю — 291 099 доларів (медіана — 185 485). Медіана доходів становила 150 461 долар для чоловіків та 92 147 доларів для жінок. За межею бідності перебувало 3,6 % осіб, у тому числі 3,7 % дітей у віці до 18 років та 3,3 % осіб у віці 65 років та старших.
Цивільне працевлаштоване населення становило 4250 осіб. Основні галузі зайнятості: науковці, спеціалісти, менеджери — 26,6 %, освіта, охорона здоров'я та соціальна допомога — 17,3 %, фінанси, страхування та нерухомість — 17,0 %.